# Tour Silex 2
La tour Silex2 (généralement présenté sous la forme : Silex²) est une tour de bureaux dans le quartier d'affaires de la Part-Dieu à Lyon (France) culminant à 129 m, construite contre la tour EDF et achevée en 2021,,. Elle est également connue sous le nom tour newcleo. 
Conçue par le cabinet MA Architectes, Arte Charpentier et Juan Trindade, sa maîtrise d'ouvrage a été assurée par Covivio.
La tour a accueilli l'enseigne de la société Solvay courant 2023 remplacée par Newcleo fin 2024.

## Description du projet
Situé à l'intersection de la rue des Cuirassiers et de la rue du docteur Bouchut (à proximité immédiate du centre commercial de la Part-Dieu), l'ensemble immobilier offrira 32 700 mètres carrés de bureaux sur 23 étages. Il s'inscrit dans la continuité du projet Silex1, immeuble de bureaux achevé et livré le 11 mai 2017.
La tour correspond à une extension accolée à la façade nord de l'ancienne tour EDF, située rue des Cuirassiers. À l'achèvement de la construction en 2021, elle était la troisième plus haute tour de Lyon, mais elle a été repoussée à la quatrième place après l'achèvement de la tour To-Lyon en 2023.

## Chantier
Les travaux ont débuté par la reprise de l’ancienne tour EDF, mise à nu, en ne laissant que la structure en béton.
Dans un second temps, une nouvelle tour, dont la première pierre fut posée le 3 avril 2019 est venue s'accoler ou se greffer à l'ancienne tour. Cette extension est structurellement indépendante, en léger décalage de la construction initiale, afin de permettre d'y installer la partie technique supplémentaire nécessaire pour construire un ensemble cohérent.

## Utilisation des locaux
En 2021, le groupe belge Solvay, un des leaders de la chimie mondiale, s'installe dans la tour pour y occuper 9 000 m2 de bureaux, sur huit niveaux.
La tour héberge également les Sociétés Newcleo, Axa assurances et Microsoft[réf. nécessaire].